# 桂岡站

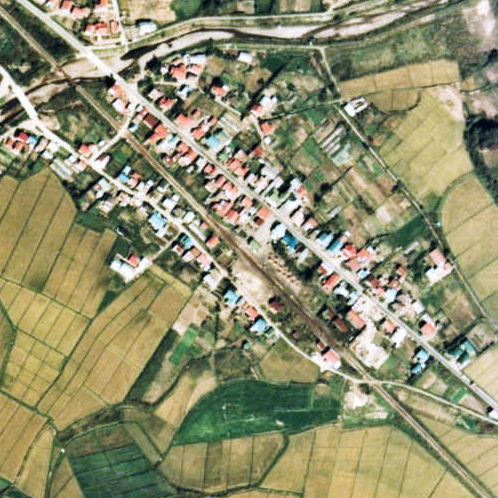
1976年的桂岡站與方圓約500米範圍。左上方是江差方向。圖中的前年已經結束處理貨物，因此當時的貨物線已經停用。另外，當時設有島狀的1面1線單式月台，車站大樓與月台之間設有貨物起卸線。車站大樓靠近木古內一方設有貨物月台。

桂岡站（日语：／ Katsuraoka eki */?）是位於北海道檜山郡上之國町字桂岡，北海道旅客鐵道的江差線車站（廢站）。隨著江差線木古內站至江差站廢除，車站在2014年（平成26年）5月12日廢除。

## 歷史
- 1936年（昭和11年）11月10日：國有鐵道（鐵道省）江差線湯之岱站至江差站之間開通，此站啟用。當時為一般車站[2]。
- 1949年（昭和24年）6月1日：隨著實施日本國有鐵道法，日本國有鐵道（國鐵）繼承此站。
- 1975年（昭和50年）2月7日：結束處理貨物[1]。
- 1982年（昭和57年）11月15日：結束處理行李[3]。成為無人車站（簡易委託化）[1]。
- 1986年（昭和61年）12月23日：舊車站大樓被拆毀，設置由貨車改造的車站大樓[1]。
- 1987年（昭和62年）4月1日：伴隨國鐵分割民營化，車站由北海道旅客鐵道（JR北海道）營運[2]。
- 1992年（平成4年）4月1日：結束簡易委託，完全成為無人車站[1]。
- 2014年（平成26年）5月12日：江差線木古內站至江差站之間廢除，此站也廢除[4]。

## 車站構造
截至車站廢除前，此站是地面車站，設有1面1線的單式月台。此站的車站大樓由守車改造而成。

## 使用狀況
| 乘車人次變化 | 乘車人次變化     |
| 年度         | 一日平均乘車人次 |
| ------------ | ---------------- |
| 2011         | 0                |
| 2012         | 0                |
| 2013         | 0                |

## 車站周邊
- 天之川（日语：天の川 (北海道)）

## 現況
截至2018年7月，月台、候車室和路軌全部被拆毀和撤走，只剩下路基。

## 相鄰車站
北海道旅客鐵道（JR北海道）
江差線
宮越－桂岡－中須田

## 注腳
1. 1 2 3 4 5 6 7 8  さよなら江差線編集委員会（編集） (编). . 北海道新聞社. 2014: 165. ISBN 978-4-89453-743-9 （日语）.
2. 1 2  石野哲（編）. . JTB. 1998: 828. ISBN 978-4-533-02980-6 （日语）.
3. ↑  . 官報. 1982-11-13 （日语）.
4. ↑   (PDF) (新闻稿). 北海道旅客鉄道. 2013-04-26  [2013-04-26]. （原始内容存档 (PDF)于2013-05-13） （日语）.